# Barri de Sant Jaume (Perpinyà)
Sant Jaume és un barri a la vila nord-catalana de Perpinyà. Actualment, és un barri habitat principalment per gitanos i és l'únic de la capital del Rosselló on el predomini lingüístic és el català. Compta amb un total de 4749 habitants.

## Situació geogràfica
El barri de Sant Jaume se situa al llevant de Perpinyà, just a l'est del nucli antic. Prop del barri s'hi pot trobar el Castellet o el Museu dedicat a Jacint Rigau. Es considera un dels barris històrics de la fidelíssima vila; els barris són La Real, Sant Joan, Sant Mateu i Clemenceau.

## Història

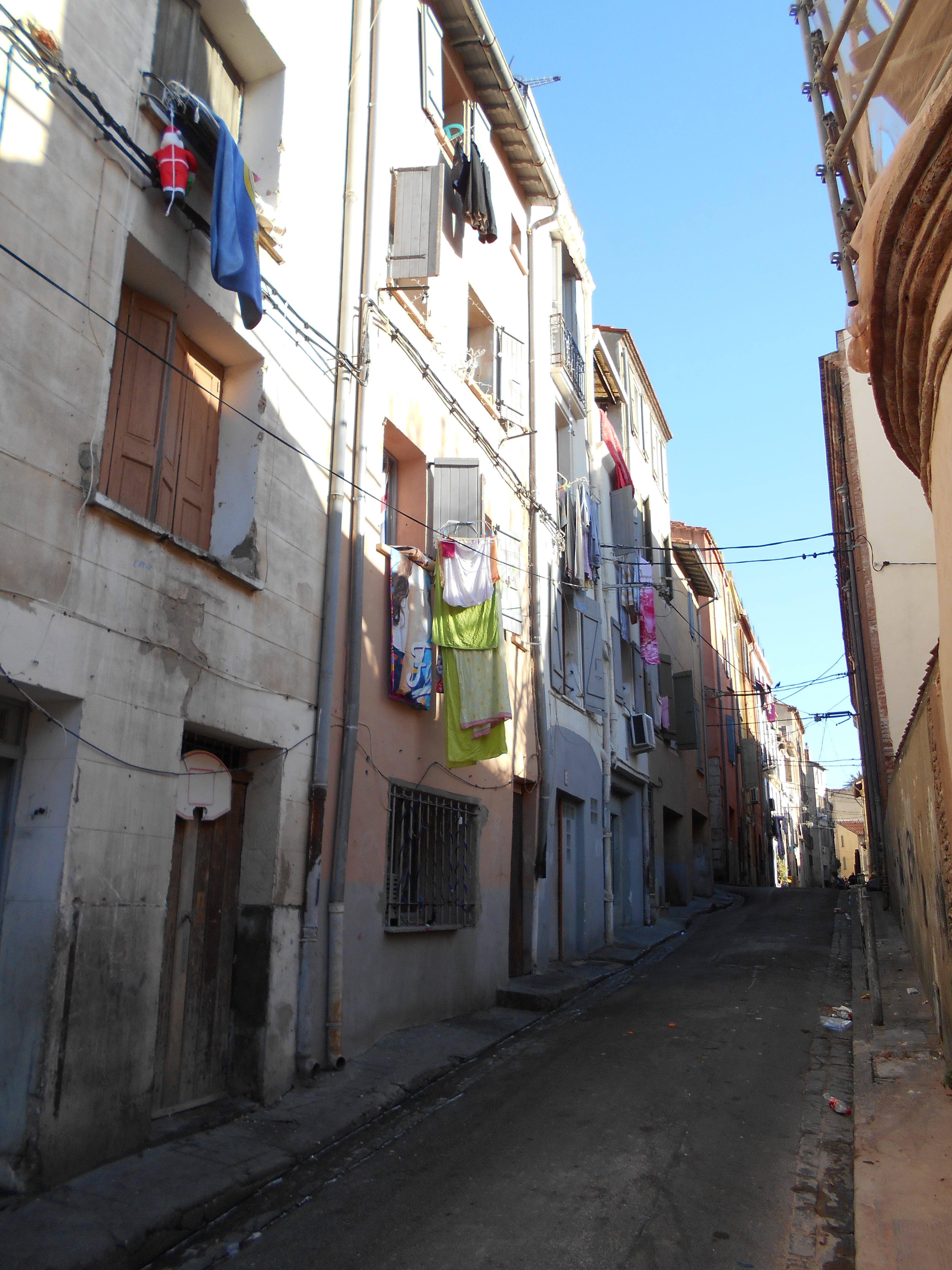
Carrer del Forn de Sant Jaume, al costat meridional de l'antic call.

El barri, inicialment fora de les muralles històriques de la ciutat, conflueix amb el call jueu. El barri és en els vessants del Puig dels Teixidors o dels Hortolans (oficis molt estesos en aquell lloc: totes dues denominacions apareixen en documents medievals). A més de molts dels integrants d'aquests dos gremis, en el vessant nord-oest del puig s'establí el call jueu, creat el 1243 per Jaume I el Conqueridor: encara avui dia ho recorda el carrer del Call, principal carrer actual d'aquell sector. Aquest puig, tanmateix, és més conegut com a Puig de Sant Jaume, per la seva església parroquial, Sant Jaume, que és situada en el punt més elevat del barri. Fou construïda a partir del 1244, per desig de Jaume I, en una maniobra encapçalada pel rei mateix per tal de fer créixer la vila de Perpinyà. El mateix traçat de molts dels carrers, més rectilinis i formant una xarxa més regular, demostra una actitud preconcebuda per a urbanitzar aquell espai. Sense que consti documentalment, sens dubte el nom de la parròquia i del barri es deuen al rei que en fou el principal promotor.
L'església de Sant Jaume ha resultat destrossada diverses vegades per les guerres i setges soferts a la ciutat. El campanar gòtic fou destruït pels francesos el 1545; l'actual data del 1846, i fou construït respectant el gòtic original. Un dels portals de l'església procedeix de Santa Maria de la Real. Al costat de ponent de l'església, al seu mateix nivell (el cim del Puig de Sant Jaume, dels Teixidors o dels Leprosos) es construí, a l'època de la reforma de les muralles de Perpinyà duta a terme per Vauban, una imponent caserna militar, la Caserna de Sant Jaume, que encara es conserva avui dia, però convertida en habitatges socials.

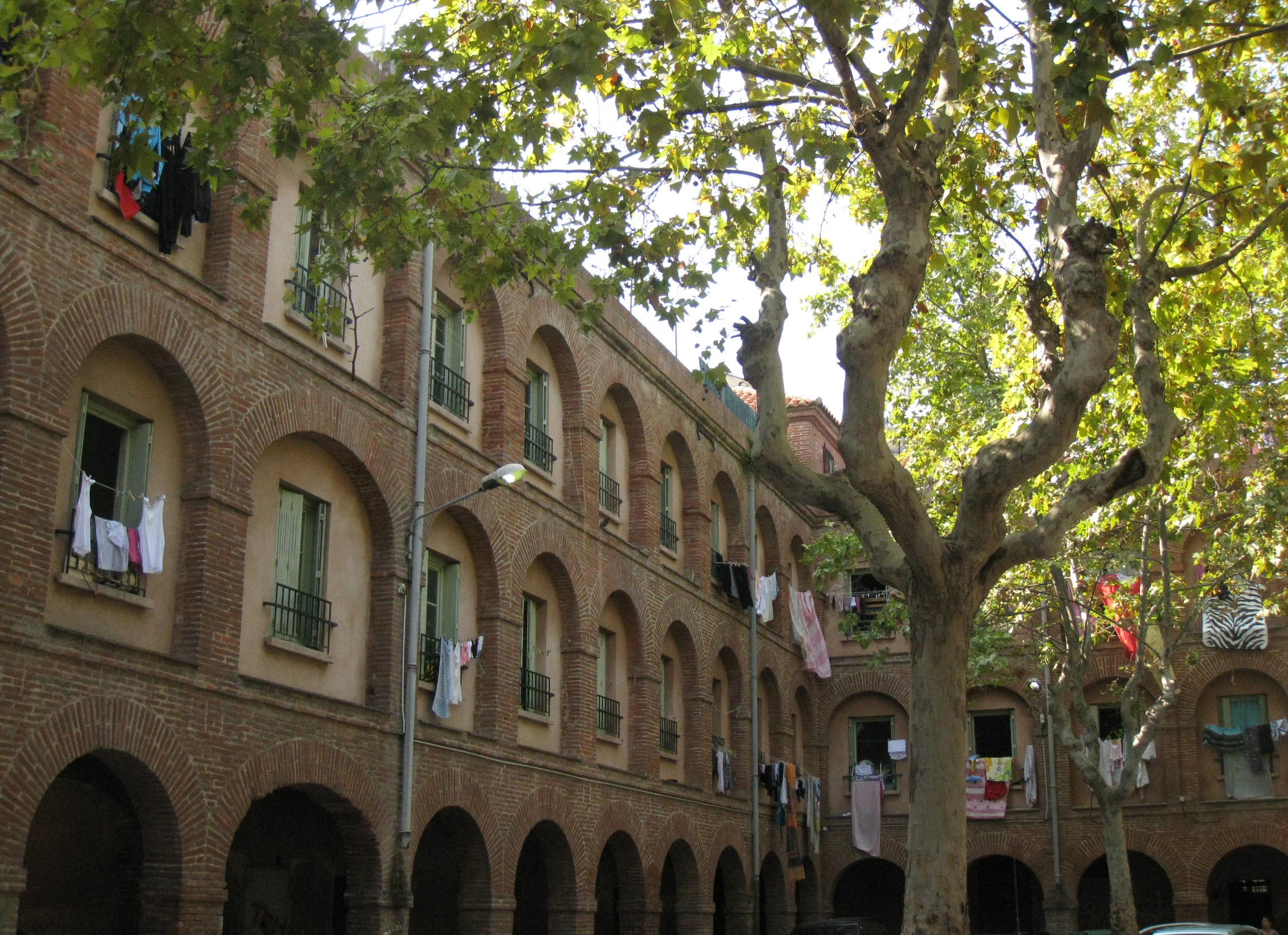
Antiga Caserna de Sant Jaume, ara bloc d'habitatges socials.

A la zona de contacte amb el barri de la Real, però dins del de Sant Jaume, hi havia també el convent de canongesses de Sant Salvador. Encara, entre Sant Jaume i Sant Domènec s'hi havien instal·lat encara altres ordes monàstics, com els Mínims (monjos de l'orde fundat per Sant Francesc de Paula) i els Carmelites Descalços. L'extrem meridional del barri resultà molt afectat per la construcció de la Ciutadella de Perpinyà, en el segle xvii. D'altra banda, amb la desamortització dels béns eclesiàstics fruit de la Revolució Francesa tots aquests conjunts monàstics esdevingueren casernes militars, que s'hi han mantingut fins a la segona meitat del segle xx, moment en què van ser abandonats per l'exèrcit i passaren a mans de l'ajuntament, llevat dels situats dins del recte de la Ciutadella, que encara avui dia tenen caràcter militar.
A part de l'hospital de Sant Joan, esmentat en l'apartat anterior, Perpinyà comptà en època medieval amb un llatzeret o leproseria, menat pels frares Hospitalers de Sant Llàtzer, que fou posat sota la regla de Sant Agustí el segle xii. Per la malaltia, proscrita per la societat medieval, els llatzerets havien d'estar situats fora vila. El primer hospital de leprosos era situat on ara hi ha el convent de Sant Domènec; en instal·lar-s'hi els dominics, la leproseria passà a un espai fora del nou recinte de muralles que es construí aleshores, prop de Sant Jaume, a l'espai aproximadament de l'actual plaça de Josep Cassanyes, on ara té lloc el mercat de Sant Jaume. S'hi estigué fins poc abans del 1285. Aquesta presència dels leprosos prop del Puig de Sant Jaume feu que en alguns documents s'esmenti el turó on es troba l'església parroquial com a Puig dels leprosos. Un altre hospital havia existit, a Sant Jaume: el dels teixidors, amb la capella de la Mare de Déu dels Desemparats. Era situat a l'extrem nord-oest de la Plaça del Puig, a la cantonada de la plaça amb el carrer d'en Calce. Al capdamunt d'aquest carrer, prop de la cantonada, encara hi ha una pedra esculpida amb la imatge d'aquesta Mare de Déu, que en recorda l'emplaçament.
El convent dels dominics fou creat a Perpinyà a partir de la compra, feta pel mateix Jaume I el Conqueridor, de l'antiga leproseria, ja traslladada a l'altre extrem del barri de Sant Jaume. Els edificis foren cedits a Ponç de l'Esparra el 1243, i els dominics hi consten ja poc després. Fou un convent amb amples espais en el seu entorn, per la qual cosa la seva reutilització militar a partir de la Revolució Francesa concedí a l'exèrcit francès un lloc magnífic per a situar-hi casernes, centres de reclutament, arsenal per a l'artilleria, etcètera. Cal tenir en compte que el proper convent dels Mínims, també esdevingut d'ús militar, feu que bona part del barri de Sant Jaume esdevingués caserna.
A l'altre extrem del barri, a la frontera amb el barri de la Real, s'havia instal·lat vers 1269 a Perpinyà l'Orde dels Carmelites Calçats, coneguts com a els Grans Carmes. El 1272 ja consta com a construït el seu claustre, en el moment que el perpinyanenc Bernat Seba, del cercle proper a l'Infant Jaume, futur rei Joan II de Mallorca, demana ser-hi enterrat. Les clarisses tingueren també presència en el barri, però fora de muralles, al nord-est, en els seus quart i cinquè estatges perpinyanencs. Encara un altre orde situà en aquest barri el seu convent: es tracta d'una escissió dels franciscans, coneguda com a Frares Menors de l'Observança regular franciscana, o observantins. Després d'un pas per un espai fora vila, al lloc encara conegut com a la Passió Vella, convent que fou destruït el 1462 durant la invasió de Lluís XI de França. Una butlla papal del 1467 feu que es construís un nou convent a la Colomina del Bisbe, darrere del Convent dels Carmes, prop de la Porta d'Elna i del Pou dels Ollers. A finals d'aquell mateix segle, però, els frares observantins perpinyanencs es reintegraren a la disciplina franciscana. Els observantins es reintegraren en els Frares Menors Conventuals (els Franciscans clàssics) vers 1496 o 1504, segons els autors.
En l'actualitat el barri acull una població principalment formada per una barreja de gitanos de parla catalana i magrebins. Tot i ser molt proper a zones comercials i turístiques ben concorregudes com el barri de Sant Joan, té en general unes condicions d'edificació i espai públic molt deficients d'acord amb els estàndards europeus, i ha estat catalogat com un dels barris ghetto dins l'Estat francès. L'any 2005 hi van succeir aldarulls i baralles entre els gitanos i els magrebins. que van acabar amb diversos ferits i detinguts.

## Població

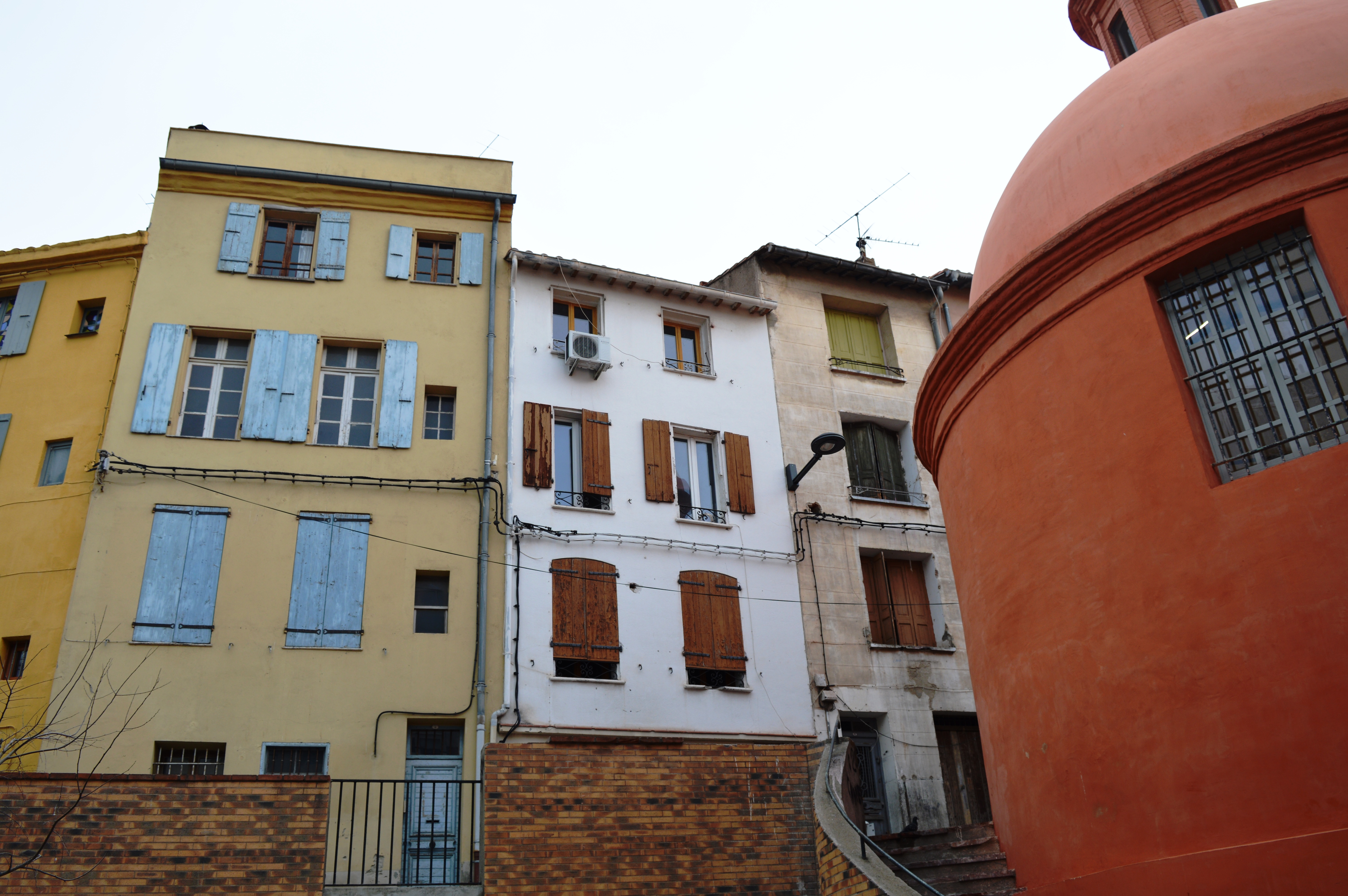
Bloc d'habitatges del Carrer del Forn.

El barri compta actualment amb 4749 habitants. La mitjana d'edat és de 24 anys, que el fa el barri menys envellit del nord de Catalunya. Els pobladors són majoritàriament gitanos, a més d'una minoria magrebina.

## Monuments

### Església de Sant Jaume del Puig

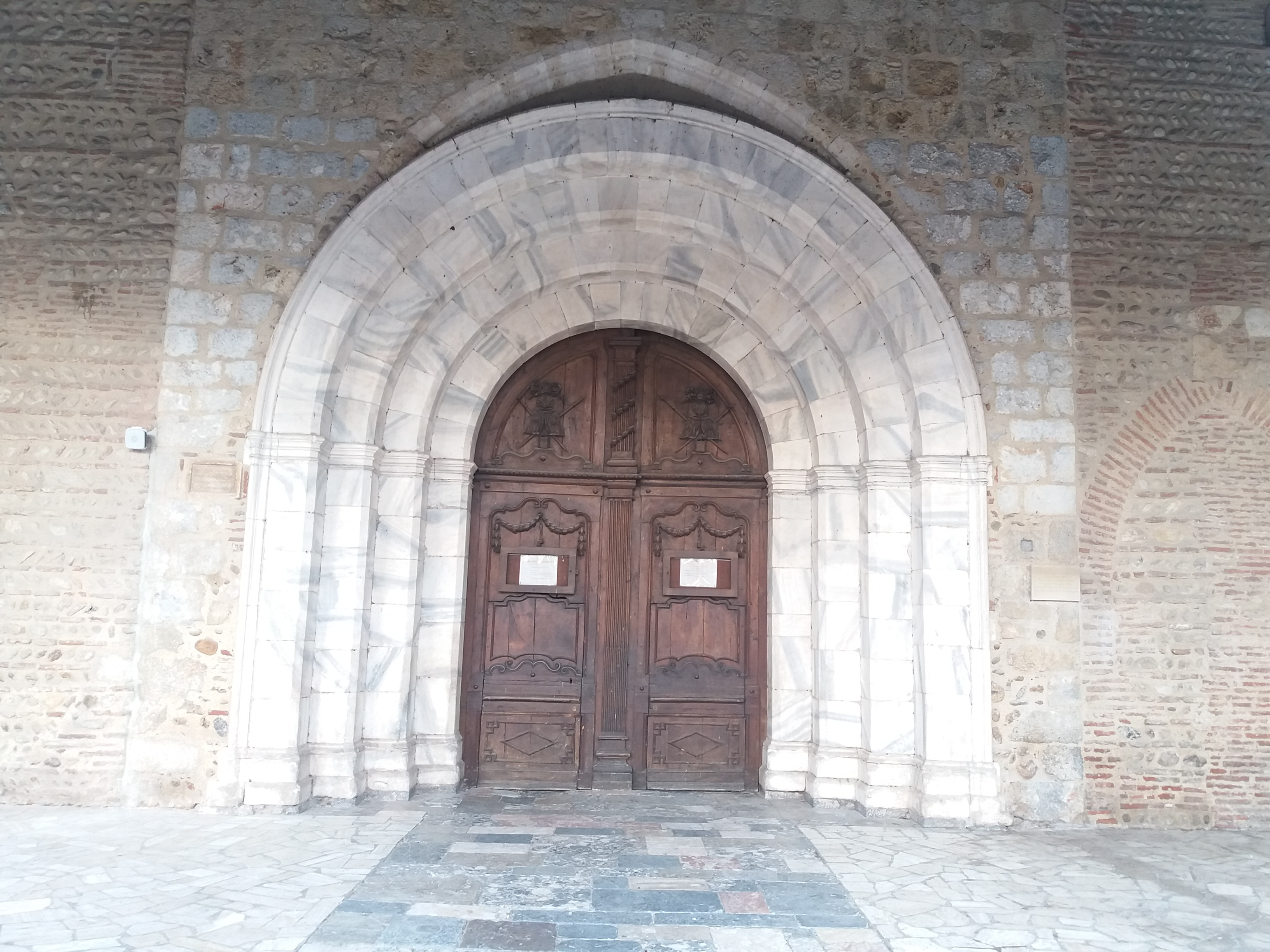
Entrada de Sant Jaume del Puig.

Sant Jaume del Puig és una església catòlica situada a la ciutat de Perpinyà, a la comarca del Rosselló, de la Catalunya del Nord.
És probablement l'església més coneguda de la ciutat després de la Catedral de Sant Joan Baptista. Està situada en el barri del mateix nom, al carrer de la Miranda, al cim d'un dels dos turons de Perpinyà (el Puig). És també una de les quatre parròquies originàries de la ciutat.
Aquesta església és el punt de partida, el Divendres Sant, de la processó dels misteris (Processó de la Sanch), tradició religiosa catalana que, des del segle xv, commemora la passió de Crist.

### Museu d'Història Natural de Perpinyà
El Museu d'Història Natural és un museu d'història natural de la ciutat de Perpinyà, de la comarca del Rosselló, a la Catalunya del Nord.

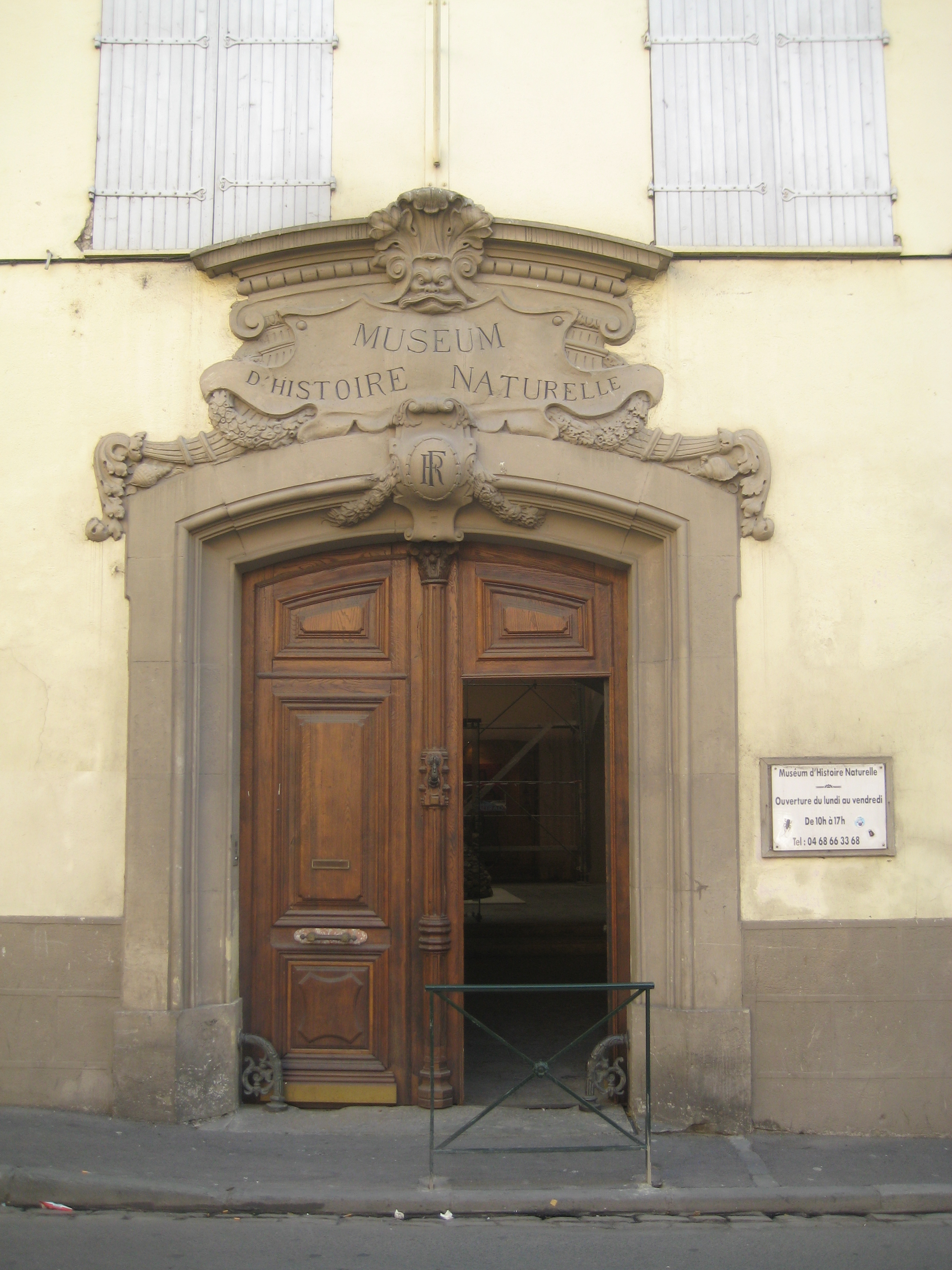
Entrada del Museu d'Història Natural de Perpinyà

Situat en un palau del segle xv construït per la família Blanes, en el seu saló principal es constituí el Tribunal revolucionari el 1793. Posteriorment passà a la família Sagarriga, els quals van vendre el palau a la ciutat de Perpinyà el 1898. El Museu d'Història Natural, que havia viscut els seus primers passos a l'antiga universitat, no disposava d'espai per a mostrar les seves col·leccions. Fou el 1900 que es traslladaren a aquest palau, al mateix temps que se n'organitzaven els fons per a la seva exhibició pública.